# RFL Championship 1967-68
El Championship de 1967-68 fue la 73.º edición del torneo de rugby league más importante de Inglaterra.

## Formato
Los equipos se enfrentaron en formato de todos contra todos, los primeros 16 equipos clasificaron a postemporada.
Se otorgaron 2 puntos por cada victoria, 1 por el empate y 0 por la derrota.

## Desarrollo

### Tabla de posiciones
| Pos. | Equipo               | Encuentros | Encuentros | Encuentros | Encuentros | Puntos |
| Pos. | Equipo               | PJ         | PG         | PE         | PP         | Puntos |
| ---- | -------------------- | ---------- | ---------- | ---------- | ---------- | ------ |
| 1    | Leeds Rhinos         | 34         | 28         | 0          | 6          | 56     |
| 2    | Wakefield Trinity    | 34         | 24         | 1          | 9          | 49     |
| 3    | Hull Kingston Rovers | 34         | 24         | 1          | 9          | 49     |
| 4    | St Helens RFC        | 34         | 24         | 1          | 9          | 49     |
| 5    | Warrington Wolves    | 34         | 24         | 0          | 10         | 48     |
| 6    | Bradford Northern    | 34         | 24         | 0          | 10         | 48     |
| 7    | Leigh Centurions     | 34         | 22         | 1          | 11         | 45     |
| 8    | Castleford Tigers    | 34         | 22         | 1          | 11         | 45     |
| 9    | Salford Red Devils   | 34         | 22         | 0          | 12         | 44     |
| 10   | Workington Town      | 34         | 21         | 1          | 12         | 43     |
| 11   | Wigan Warriors       | 34         | 21         | 0          | 13         | 42     |
| 12   | Hull FC              | 34         | 21         | 0          | 13         | 42     |
| 13   | Halifax RLFC         | 34         | 19         | 2          | 13         | 40     |
| 14   | Swinton              | 34         | 18         | 1          | 15         | 37     |
| 15   | Huddersfield Giants  | 34         | 17         | 2          | 15         | 36     |
| 16   | Widnes Vikings       | 34         | 17         | 1          | 16         | 35     |
| 17   | Dewsbury Rams        | 34         | 17         | 0          | 17         | 34     |
| 18   | Featherstone Rovers  | 34         | 16         | 0          | 18         | 32     |
| 19   | Barrow Raiders       | 34         | 14         | 0          | 20         | 28     |
| 20   | Bramley RLFC         | 34         | 14         | 0          | 20         | 28     |
| 21   | Hunslet FC           | 34         | 13         | 0          | 21         | 26     |
| 22   | Oldham RLFC          | 34         | 13         | 0          | 21         | 26     |
| 23   | Rochdale Hornets     | 34         | 13         | 0          | 21         | 26     |
| 24   | Liverpool Stanley    | 34         | 11         | 2          | 21         | 24     |
| 25   | Whitehaven RLFC      | 34         | 10         | 1          | 23         | 21     |
| 26   | York FC              | 34         | 9          | 1          | 24         | 19     |
| 27   | Keighley Cougars     | 34         | 8          | 0          | 26         | 16     |
| 28   | Blackpool Borough    | 34         | 6          | 1          | 27         | 13     |
| 29   | Doncaster RLFC       | 34         | 4          | 2          | 28         | 10     |
| 30   | Batley Bulldogs      | 34         | 4          | 1          | 29         | 9      |

|  | Clasificados a postemporada. |

### Postemporada

#### Octavos de final
| 1968 | Leeds | 31 - 17 | Widnes |  |  |

| 1968 | Bradford | 8 - 28 | Wigan |  |  |

| 1968 | Castleford | 47 - 15 | Salford |  |  |

| 1968 | Wakefield | 20 - 11 | Huddersfield |  |  |

| 1968 | Warrington | 12 - 9 | Hull |  |  |

| 1968 | St Helens | Avanza St Helens | Halifax |  |  |

| 1968 | Hull KR | 17 - 2 | Swinton |  |  |

| 1968 | Leigh | 43 - 4 | Workington |  |  |

#### Cuartos de final
| 1968 | Leeds | 7 - 11 | Wigan |  |  |

| 1968 | Castleford | 14 - 17 | Wakefield |  |  |

| 1968 | Warrington | 0 - 20 | St Helens |  |  |

| 1968 | Hull KR | 22 - 3 | Leigh |  |  |

#### Semifinal
| 1968 | Wigan | 9 - 17 | Wakefield |  |  |

| 1968 | St Helens | 10 - 23 | Hull KR |  |  |

#### Final
| 4 de mayo de 1968 | Wakefield Trinity | 17 - 10 | Hull Kingston Rovers | Headingley, Leeds |  |

| Bandera de Inglaterra     |
| Campeón Wakefield Trinity |
| Segundo título            |